# Malteška čebela
Malteška čebela (znanstveno ime Apis mellifera ruttneri) je pasma zahodne medonosne čebele. Izvira z Malte, kjer predstavlja avtohtono pasmo. 

## Poreklo
Malteška čebela je pasma zahodne medene čebele, ki se je prilagodila razmeram na tem majhnem sredozemskem otoku. V samostojno pasmo se je razvila po ločitvi Malte od Evropske celine. Stari Grki so otok poimenovali Μελίτη (Melitē), kar v starogrščini pomeni »sladko kot med«. To pomeni, da je ta avtohtona čebelja pasma najverjetneje pripomogla tudi k poimenovanju te otoške države. 

## Značaj in vedenje
Čebela je v veliki meri črne barve. Dobro je prilagojena na visoke temperature in suha poletja, težav pa ji ne povzročajo niti hladne zime. Zaradi velike prilagodljivosti si kolonije ustvarjajo skozi vse leto, letni časi pa vrsti ne povzročajo težav. Znane so tudi po tem, da zelo lepo očistijo svoj panj. Malteška čebela velja za zelo zaščitniško, saj se rada zoperstavi nadležnim osam, mišim ter celo hroščem, napadalna pa je lahko tudi do ljudi in čebelarjev. V kolonijah so razvile tudi delno odpornost proti zajedavski pršici varoji.

## Zgodovina podvrst
Malteška čebela zdaj postaja številčnejša, po tistem, ko jo je ogrozil prihod varoje na Malto leta 1992. Takrat so namreč oblasti množično uvažale kolonije čebel iz tujine, da bi nadomestile izgubo domačih kolonij. Leta 1997 je bila malteška čebela končno opredeljena kot samostojna pasma. Kvalitetno se razmnožuje tudi z italijansko podvrsto čebele, ki še poveča odpornost nove generacije proti že omenjenim pršicam, ki so znane po tem, da napadajo medonosne čebele. Tudi med križancev je kakovostnejši, čebele pa manj agresivne. Čeprav takšno križanje nekoliko ogrozi malteško čebelo kot samostojno pasmo, se le-ta po nekaj generacijah povrne v prvotno agresivno stanje.